# عقاب جماعي

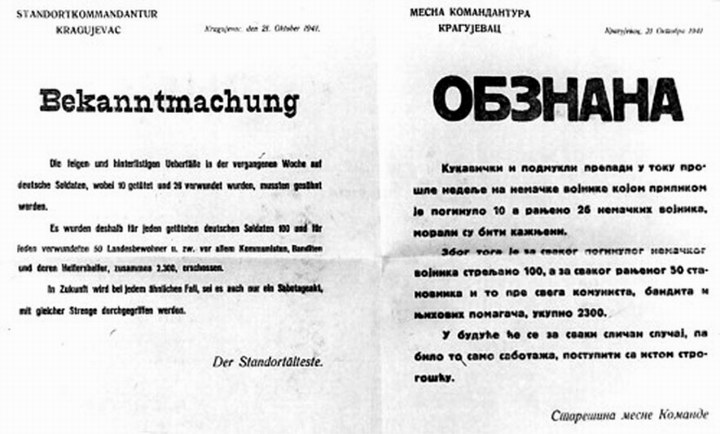
إعلان ألمانيا النازية عن مقتل 2300 مدني في مذبحة كراجويفاتش انتقاماً لمقتل 10 جنود ألمان على يد أنصار يوغوسلافيا في صربيا التي احتلها النازيون عام 1941.

العقاب الجماعي هو عقوبة تُفرض على مجموعة بسبب أفعال يُزعم أن أحد أفراد تلك المجموعة قد ارتكبها، والذي يمكن أن يكون مجموعة عرقية أو سياسية، أو مجرد عائلة مُرتكِب الجريمة وأصدقائه وجيرانه. ولأن الأفراد غير المسؤولين عن الأفعال الخاطئة مستهدفون، فإن العقاب الجماعي لا يتوافق مع المبدأ الأساسي للمسؤولية الفردية. قد لا يكون للمجموعة المعاقبة في كثير من الأحيان أي ارتباط مباشر مع مرتكب الجريمة سوى العيش في نفس المنطقة، ولا يمكن افتراض أنها تمارس السيطرة على تصرفات مرتكب الجريمة. العقاب الجماعي محظور بموجب معاهدة في النزاعات المسلحة الدولية وغير الدولية، وبشكل أكثر تحديدًا المادة 3 المشتركة في اتفاقيات جنيف والبروتوكول الإضافي الثاني.
عندما يتم فرض العقاب الجماعي، فقد يؤدى ذلك إلى وقوع فظائع ومذابح. فتاريخياً، إستخدمت قوات الاحتلال العقاب الجماعي ضد حركات المقاومة. وفي بعض الحالات، تم تدمير بلدات وقرى بأكملها كان يُعتقد أنها كانت تؤوي أو تساعد حركات المقاومة هذه. وزعمت سلطات الاحتلال أن العقاب الجماعي يمكن تبريره بالضرورة كوسيلة للردع. بينما هُناك رأي آخر يري بأن العقاب الجماعي هو بالأصل عمل انتقامي وهو محظور بموجب قوانين الحرب.

## مصدر القانون

### اتفاقيات لاهاي
غالبًا ما يتم الاستشهاد باتفاقيات لاهاي للمبادئ التوجيهية المتعلقة بحدود وامتيازات حقوق السكان تحت الإحتلال فيما يتعلق بالملكية المحلية. أحد القيود المفروضة على استخدام المحتل للموارد الطبيعية هو المادة 50 التي تحظر العقاب الجماعي لحماية الملكية الخاصة. يوجد استثناء يسمح بمصادرة الممتلكات للاستخدامات العسكرية مع شرط وجوب استعادة الممتلكات وتحديد التعويضات عند إحلال السلام.

### اتفاقيات جنيف
بحسب منظمة أطباء بلا حدود :
ينص القانون الدولي على أنه لا يجوز معاقبة أي شخص على أفعال لم يرتكبها. ويضمن حظر العقاب الجماعي لمجموعة من الأشخاص بسبب جريمة ارتكبها فرد... وهذا أحد الضمانات الأساسية التي نصت عليها اتفاقيات جنيف وبروتوكولاتها. ولا ينطبق هذا الضمان على الأشخاص المحميين فحسب، بل على جميع الأفراد، بغض النظر عن وضعهم أو فئة الأشخاص الذين ينتمون إليها.. ".

## أمثلة تاريخية

### القرن العشرون

#### الحرب العالمية الأولى
كان إطلاق النار الجماعي على أقارب نيكولاس رومانوف، أخر أباطرة الإمبراطورية الروسية، البعيدين بعد تنازله عن العرش في عام 1917 وإطلاق النار على عائلة رومانوف نفسها في يوليو من العام التالي، 1918، مثالين على ذلك خلال الحرب العالمية الأولى.

#### الحرب العالمية الثانية

##### بواسطة ألمانيا

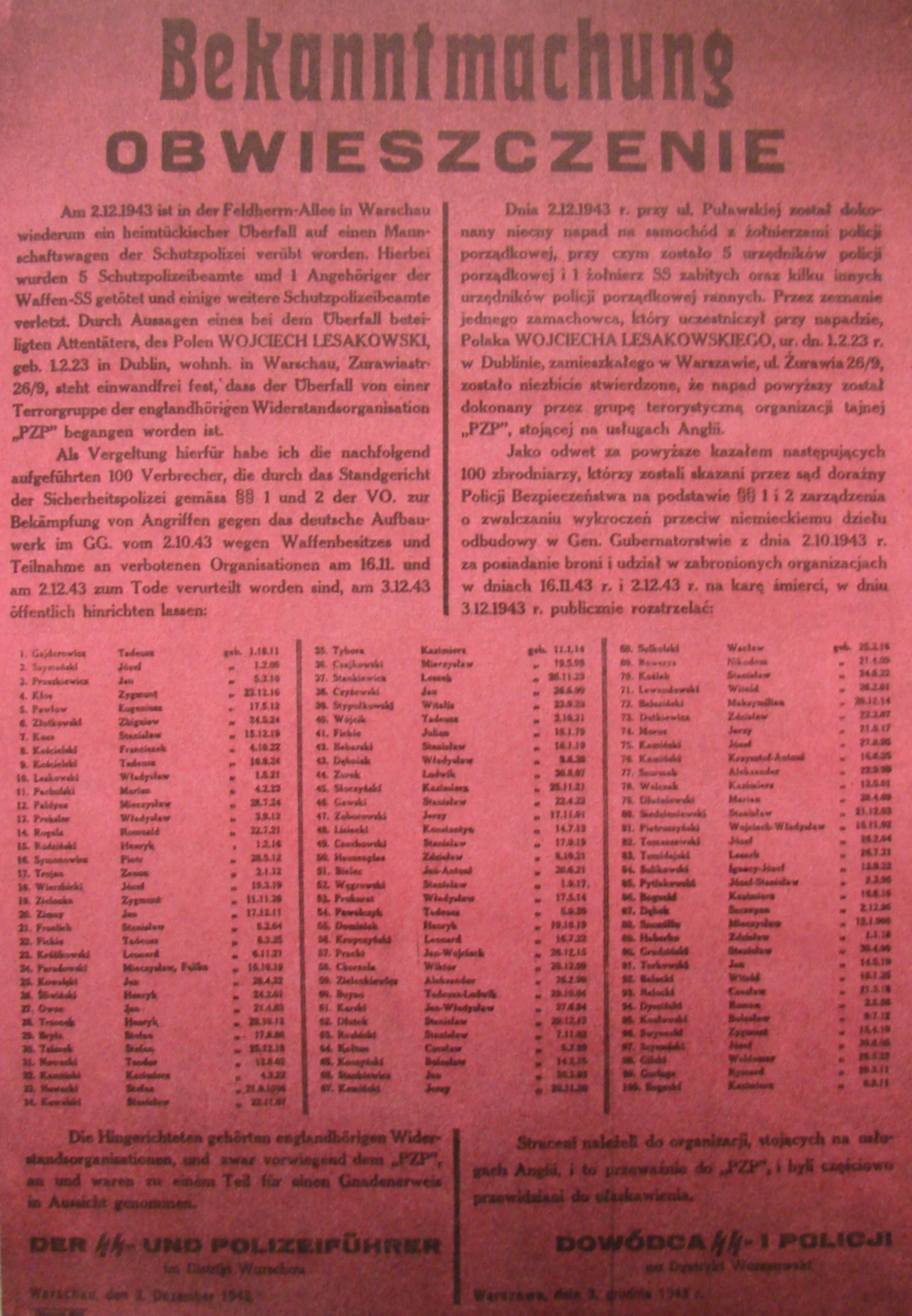
الإعلان عن إعدام 100 رهينة بولندية، انتقامًا لاغتيال خمسة من رجال الشرطة الألمان وعضو واحد من قوات الأمن الخاصة على يد مقاتلي المقاومة آرميا كرايوفا في بولندا التي يحتلها النازيون. وارسو، 2 أكتوبر 1943

أثناء الاحتلال النازي لبولندا، طبق الألمان مبدأ المسؤولية الجماعية: أي أن أي نوع من المساعدة المقدمة لشخص يهودي كان يعاقب عليه بالإعدام، ولم يكن ذلك بالنسبة لمن يُساعدهم بأنفسهم فحسب، بل وأيضاً لعائلاتهم. تم نشر هذا على نطاق واسع من قبل الألمان. أثناء الاحتلال، مقابل كل ألماني كام يُقتل على يد بولندي، تم إطلاق النار على 100-400 بولندي انتقامًا.  تم تحميل المجتمعات مسؤولية جماعية عن الهجمات المضادة البولندية المزعومة ضد القوات الألمانية الغازية. تم تنفيذ عمليات إعدام جماعية للرهائن يوميًا أثناء تقدم الفيرماخت عبر بولندا في سبتمبر 1939 وما بعده هذا التاريخ. فقدت بولندا أكثر من 5 ملايين مواطن أثناء احتلال ألمانيا النازية لها، معظمهم من المدنيين.

##### ضد ألمانيا
يمثل طرد المجموعات السكانية الناطقة بالألمانية بعد الحرب العالمية الثانية من قِبل الاتحاد السوفييتي وبولندا وتشيكوسلوفاكيا أحد أكبر الأمثلة على العقاب الجماعي من حيث عدد الضحايا. كان الهدف معاقبة الألمان. أعلن الحلفاء أنهم مذنبون بشكل جماعي بارتكاب جرائم حرب نازية. في الولايات المتحدة والمملكة المتحدة، لم تنشأ أفكار الذنب الجماعي والعقاب الجماعي للألمان من الشعبين الأمريكي والبريطاني، بل كانت على المستويات السياسية العُليا. ولم يقم الرأي العام الأمريكي بتقبُل المسؤولية الجماعية للشعب الألماني إلا في وقت متأخر من الحرب.

##### الاتحاد السوفياتي
كانت عمليات الترحيل الجماعية التي قام بها جوزيف ستالين للعديد من جنسيات الاتحاد السوفييتي إلى المناطق النائية (بما في ذلك الشيشان، وتتار القرم، وألمان الفولجا وغيرهم الكثير) بمثابة مثال على العقاب الجماعي المنظم رسميًا.

#### الهند
أعمال الشغب المناهضة للسيخ عام 1984 (وتسمى أيضًا مذبحة السيخ عام 1984)، وهي أعمال شغب موجهة ضد السيخ في الهند من قبل حشود مناهضة للسيخ، ردت على اغتيال أنديرا غاندي على يد حراسها الشخصيين السيخ. وأدى الحادث إلى مقتل أكثر من 3000 شخص. أعرب مكتب التحقيقات المركزي الهندي (CBI) عن رأي مفاده أن أعمال العنف كانت منظمة بشكل جيد، بدعم من المسؤولين في شرطة دلهي وفي الحكومة المركزية في ذلك الوقت، والتي كان يرأسها آنذاك نجل إنديرا غاندي، راجيف غاندي. وعندما سُئل عن أعمال الشغب، قال راجيف، عضو حزب المؤتمر الذي أدى اليمين كرئيس للوزراء بعد وفاة والدته، "عندما تسقط شجرة كبيرة، فإنها تهتز الأرض".

#### الحرب الباردة

##### بريطانيا
في العديد من الحروب التي شاركت فيها الإمبراطورية البريطانية، تم استخدام العقاب الجماعي كتكتيك لقمع حركات التمرد المختلفة مثل حالة الطوارئ الماليزية، وانتفاضة ماو ماو، وحالة الطوارئ القبرصية والثورة العربية في فلسطين. فمثلًا في عام 1951، أعلنت الحكومة البريطانية عن خطط نصت على أن الأشخاص غير المقاتلين الذين يثبت أنهم يدعمون جيش التحرير الوطني الماليزي سيخضعون للـ"عقاب الجماعي". أثناء انتفاضة الماو ماو، استخدمت الإدارة الاستعمارية أيضًا العقاب الجماعي كتكتيك ضد جيش الأرض والحرية الكيني، بينما اعتمدت السلطات البريطانية في قبرص (أثناء حالة الطوارئ القبرصية) تكتيكًا لإخلاء المنازل وإغلاق الأعمال التجارية في المناطق التي يتواجد فيها أفراد بريطانيون. تم قتلهم من أجل الحصول على معلومات حول هوية القتلة.

#### دولة الإحتلال الإسرائيلي
استخدام إسرائيل لتدابير العقاب الجماعي، مثل القيود على الحركة، وقصف المناطق السكنية، والاعتقالات الجماعية، وتدمير البنية التحتية للصحة العامة. ينتهك المادتين 33 و53 من اتفاقية جنيف الرابعة. تقرأ المادة 33 جزئيا:
لا يجوز معاقبة أي شخص على جريمة لم يرتكبها هو شخصياً. تحظر العقوبات الجماعية، وكذلك جميع تدابير الترهيب والإرهاب
يرجاع العقاب الجماعي للفلسطينيين إلى الأساليب القمعية البريطانية في قمع ثورة 1936-1939. وقد أعيد تقديمها وأصبحت سارية المفعول منذ الأيام الأولى للاحتلال. وقد ظهرت هذه الممارسة السيئة في عام 1988 عندما قامت القوات الإسرائيلية، ردًا على مقتل أحد المتعاونين المشتبه بهم في القرية، أغلقت قوات الاحتلال قرية قباطية، واعتقلت 400 من سكان القرية البالغ عددهم 7000 نسمة، وهدمت منازل الأشخاص المشتبه في تورطهم، وقطعت جميع خطوط الهاتف، وحظرت استيراد أي شكل من أشكال الغذاء إلى القرية أو تصدير الحجر من محاجرها إلى الأردن، وأغلقت قطع الاتصال بالعالم الخارجي لمدة 5 أسابيع تقريبًا (24 فبراير - 3 أبريل). في عام 2016، ذكرت منظمة العفو الدولية أن الإجراءات المختلفة التي تم اتخاذها في القلب التجاري والثقافي لمدينة الخليل على مدى 20 عامًا من العقاب الجماعي جعلت الحياة صعبة للغاية بالنسبة للفلسطينيين، حيث تم تهجير الآلاف من الشركات والسكان قسراً، مما مكن المستوطنين اليهود من الاستيلاء على المزيد من الممتلكات.
إنتُقِد الحصار الحالي المفروض على غزة من قِبل اللجنة الدولية للصليب الأحمر في تقرير للأمم المتحدة، ومن قبل منظمات أخرى مختلفة باعتباره عقابًا جماعيًا يستهدف الفلسطينيين.

#### سوريا
طوال فترة الحرب الأهلية المستمرة في سوريا، كان العقاب الجماعي أسلوبًا متكررًا تستخدمه الحكومة السورية لقمع مدن وضواحي المعارضة في جميع أنحاء البلاد، حيث يتم محاصرة وقصف وتدمير مدن بأكملها إذا تم اعتبار تلك المدينة مؤيدة للمعارضة.
عند استعادة العاصمة دمشق بعد معركة دمشق عام 2012، بدأت الحكومة السورية حملة عقاب جماعي ضد الضواحي السنية داخل العاصمة وما حولها والتي دعمت وجود الجيش السوري الحر في أحيائهم.
وفي المدن والمناطق التي تسيطر عليها المعارضة في محافظة حلب ومدينة حلب، تشير التقارير إلى أن الحكومة السورية تُهاجم المدنيين في مخابز الخبز بقذائف المدفعية والصواريخ، وتشير التقارير إلى أن المخابز قُصفت بشكل عشوائي. وقالت هيومن رايتس ووتش إن هذه جرائم حرب، باعتبار أن الأهداف العسكرية الوحيدة التي كانت تتواجد كانت عدد قليل من المتمردين الذين يديرون المخابز، وأن عشرات المدنيين قتلوا.
وفي محافظة إدلب شمال غربي البلاد، تعرضت مدن بأكملها للقصف لإيواء نشطاء المعارضة والمتمردين، وكان الضحايا معظمهم من المدنيين، إلى جانب خسائر مادية فادحة.